# Toshirō Tomochika
Toshirō Tomochika (japanisch 友近 聡朗 Tomochika Toshirō; * 24. April 1975 in der Präfektur Ehime) ist ein ehemaliger japanischer Fußballspieler und Politiker.

## Karriere
Tomochika erlernte das Fußballspielen in der Universitätsmannschaft der Waseda-Universität. Seinen ersten Vertrag unterschrieb er 2001 bei Ehime FC. Der Verein spielte in der dritthöchsten Liga des Landes, der Japan Football League. 2005 wurde er mit dem Verein Meister der Japan Football League und stieg in die J2 League auf. Ende 2006 beendete er seine Karriere als Fußballspieler.
Ab 2007 vertrat Tomochika seine Heimatpräfektur Ehime im Senat. Gewählt wurde er dort mit 51 % der Stimmen als unabhängiger Einheitskandidat der nicht kommunistischen Oppositionsparteien gegen LDP-Amtsinhaber Katsutsugu Sekiya (43 %). 2009 wurde er Mitglied der Demokratischen Partei. In Opposition zur vom Premierminister Yoshihiko Noda angestrebten Mehrwertsteuererhöhung verließ er die Partei aber 2012 wieder und schloss sich den Parteien Ichirō Ozawas an. Im Dezember 2012 verlor er automatisch seinen Senatssitz, als er bei der Abgeordnetenhauswahl 2012 für die Japanische Zukunftspartei im 2. Wahlkreis von Ehime kandidierte. Dort unterlag er mit 17,5 % der Stimmen aber LDP-Amtsinhaber Seiichirō Murakami (46,8 %) und Ishin-Kandidat Arata Nishioka (29,6 %).
Bei der Abgeordnetenhauswahl 2021 kandidierte Tomochika für die Konstitutionell-Demokratische Partei (KDP) im Wahlkreis 1 von Ehime, unterlag aber mit 39,2 % der Stimmen Akihisa Shiozaki (LDP), dem Sohn und Nachfolger von Yasuhisa Shiozaki; bei der Verhältniswahl in Shikoku erreichte er damit Platz 2 auf der KDP-Liste, die aber nur einen Verhältniswahlsitz gewann.